# Дігтярівська селищна рада
Дігтярі́вська се́лищна ра́да — орган місцевого самоврядування у Срібнянському районі Чернігівської області. Адміністративний центр — селище міського типу Дігтярі.

## Загальні відомості
Дігтярівська селищна рада утворена у 1960 році.
- Територія ради: 31,89 км²
- Населення ради: 2307 осіб (станом на 2001 рік)

## Населені пункти
Селищній раді підпорядковані населені пункти:
- смт Дігтярі
- с. Гнатівка
- с. Іванківці

## Склад ради
Рада складається з 20 депутатів та голови.
- Голова ради: Хропост Віктор Миколайович
- Секретар ради: Кириченко Лідія Петрівна

### Керівний склад попередніх скликань
| ПІБ                        | Основні відомості                                                        | Дата обрання | Дата звільнення |
| -------------------------- | ------------------------------------------------------------------------ | ------------ | --------------- |
| Герасимова Лідія Андріївна | Селищний голова, 1957 року народження, освіта вища, член Народної партії | 26.03.2006   | 31.10.2010      |
| Герасимова Лідія Андріївна | Селищний голова, 1957 року народження, освіта вища, член Народної партії | 31.10.2010   | 23.04.2014      |
| Хропост Віктор Миколайович | Селищний голова, 1971 року народження, освіта вища, безпартійний         | 26.10.2014   |                 |

Примітка: таблиця складена за даними джерела

### Депутати
За результатами місцевих виборів 2010 року депутатами ради стали:

#### За суб'єктами висування
| Суб'єкт висування                                       | Кількість обраних депутатів | %  |
| ------------------------------------------------------- | --------------------------- | -- |
| Комуністична партія України                             | 6                           | 30 |
| Політична партія Всеукраїнське об'єднання «Батьківщина» | 6                           | 30 |
| Народна Партія                                          | 5                           | 25 |
| Партія регіонів                                         | 2                           | 10 |
| Соціалістична партія України                            | 1                           | 5  |

#### За округами
| № округу                                                | Прізвище, ім'я, по батькові     | Дата визнання обраним | Освіта         | Партійна приналежність                        | Відомості про обраного депутата                               |
| ------------------------------------------------------- | ------------------------------- | --------------------- | -------------- | --------------------------------------------- | ------------------------------------------------------------- |
| Комуністична партія України                             |                                 |                       |                |                                               |                                                               |
| 2                                                       | Хропост Іван Юрійович           | 01.11.2010            | Освіта середня | позапартійний                                 | тимчасово не працює                                           |
| 5                                                       | Задихайло Євгеній Васильович    | 01.11.2010            | Освіта вища    | член Комуністичної партії України             | Дігтярівський професійний аграрний ліцей, викладач            |
| 8                                                       | Буряк Ігор Миколайович          | 01.11.2010            | Освіта вища    | член Комуністичної партії України             | Дігтярівська загальноосвітня школа, вчитель                   |
| 15                                                      | Олійніченко Михайло Васильович  | 01.11.2010            | Освіта вища    | член Комуністичної партії України             | пенсіонер                                                     |
| 19                                                      | Федько Валерій Володимирович    | 01.11.2010            | Освіта середня | член Комуністичної партії України             | СВК" Удай", різноробочий                                      |
| 20                                                      | Федько Лариса Олексіївна        | 01.11.2010            | Освіта середня | член Комуністичної партії України             | Гнатівкий фельдшерсько-акушерський пункт, молодша. Мед сестра |
| Народна Партія                                          |                                 |                       |                |                                               |                                                               |
| 1                                                       | Хропост Віктор Миколайович      | 01.11.2010            | Освіта вища    | позапартійний                                 | Дігтярівський професійний аграрний ліцей, викладач            |
| 6                                                       | Осадча Людмила Миколаївна       | 01.11.2010            | Освіта вища    | член Народної партії                          | пенсіонер                                                     |
| 7                                                       | Власенко Ганна Петрівна         | 01.11.2010            | Освіта вища    | позапартійна                                  | Дігтярівський професійний аграрний ліцей, заступник директора |
| 9                                                       | Кириченко Лідія Петрівна        | 01.11.2010            | Освіта вища    | член Народної партії                          | Дігтярівська сільська рада, секретар                          |
| 11                                                      | Сизенко Тетяна Миколаївна       | 01.11.2010            | Освіта вища    | член Народної партії                          | Дігтярівський ДНЗ, завгосп                                    |
| Партія регіонів                                         |                                 |                       |                |                                               |                                                               |
| 13                                                      | Півторак Ганна Григорівна       | 01.11.2010            | Освіта вища    | позапартійна                                  | Дігтярівська амбулаторія, завідувачка                         |
| 17                                                      | Щербина Ніна Павлівна           | 01.11.2010            | Освіта вища    | позапартійна                                  | Дігтярівська дільниця ветмедицини, завідувачка                |
| Політична партія Всеукраїнське об'єднання «Батьківщина» |                                 |                       |                |                                               |                                                               |
| 3                                                       | Демченко Лідія Олександрівна    | 01.11.2010            | Освіта вища    | позапартійна                                  | Дігтярівський професійний аграрний ліцей, зав. склад          |
| 4                                                       | Хамчич Надія Миколаївна         | 01.11.2010            | Освіта вища    | позапартійна                                  | Дігтярівський будинок культури, директор                      |
| 10                                                      | Олексієнко Валерій Якович       | 01.11.2010            | Освіта вища    | позапартійний                                 | Дігтярівський професійний аграрний ліцей, викладач            |
| 14                                                      | Марченко Віктор Іванович        | 01.11.2010            | Освіта вища    | позапартійний                                 | пенсіонер                                                     |
| 16                                                      | Толкачов Анатолій Костянтинович | 01.11.2010            | Освіта середня | член Всеукраїнського об'єднання «Батьківщина» | Дігтярі амбулаторія, водій                                    |
| 18                                                      | Захарова Наталія Миколаївна     | 01.11.2010            | Освіта середня | член Всеукраїнського об'єднання «Батьківщина» | Срібнянський терцентр, соціальний робітник                    |
| Соціалістична партія України                            |                                 |                       |                |                                               |                                                               |
| 12                                                      | Минка Іван Михайлович           | 01.11.2010            | Освіта середня | член Соціалістичної партії України            | Дігтярівський професійний аграрний ліцей, комендант           |